# Kristof Vliegen
Kristof Vliegen (ur. 22 czerwca 1982 w Maaseik) – belgijski tenisista, reprezentant w Pucharze Davisa.

## Kariera tenisowa
Występując jeszcze jako junior wygrał w roku 2000 deblowe zmagania o mistrzostwo Wimbledonu, partnerując Dominique Coene. W finale pokonał brytyjski debel Andrew Banks–Benjamin Riby 6:3, 1:6, 6:3 .
Karierę zawodową rozpoczął w 2001 roku. Już w debiucie w cyklu ATP World Tour w turnieju w Adelaide w styczniu 2003 roku osiągnął finał; z powodzeniem przeszedł eliminacje, a następnie wygrał cztery pojedynki w turnieju głównym, pokonując m.in. Szweda Thomasa Enqvista i Holendra Richarda Krajicka; w finale uległ Rosjaninowi Nikołajowi Dawydience. Drugi zawodowy finał osiągnął w maju 2006 roku, w Monachium. W finale przegrał z Olivierem Rochusem w dwóch setach.
W grze podwójnej Belg doszedł do dwóch finałów rozgrywek ATP World Tour. Pierwszy finał z udziałem Vliegena miał miejsce w Sztokholmie w sezonie 2006, gdzie grał w parze z Olivierem Rochusem, natomiast drugi w lipcu 2010 roku w Atlancie. Partnerem deblowym Belga był wówczas Rohan Bopanna.
W 2003 roku debiutował w Pucharze Davisa. Rok później w meczu przeciwko Zimbabwe występując w parze z Olivierem Rochusem pokonał czołowych deblistów świata, Kevina Ullyetta i Wayne'a Blacka. Do końca sezonu 2011 rozegrał dla zespołu 22 meczów, z których 11 wygrał. W singlu triumfował w 6 pojedynkach, a w deblu zwyciężył w 5 spotkaniach.
W lipcu 2011 roku Vliegen z powodu przeciągających się kontuzji zakończył karierę tenisową.

### Finały w turniejach ATP World Tour
| Legenda                                      |
| -------------------------------------------- |
| Wielki Szlem                                 |
| Igrzyska olimpijskie                         |
| Tennis Masters Cup / ATP Finals              |
| ATP Masters Series / ATP Tour Masters 1000   |
| ATP International Series Gold / ATP Tour 500 |
| ATP International Series / ATP Tour 250      |

#### Gra pojedyncza (0–2)
| Końcowy wynik | Nr | Data            | Turniej   | Nawierzchnia | Przeciwnik         | Wynik finału |
| ------------- | -- | --------------- | --------- | ------------ | ------------------ | ------------ |
| Finalista     | 1. | 5 stycznia 2003 | Adelaide  | Twarda       | Nikołaj Dawydienko | 2:6, 6:7(3)  |
| Finalista     | 2. | 7 maja 2006     | Monachium | Ceglana      | Olivier Rochus     | 4:6, 2:6     |

#### Gra podwójna (0–2)
| Końcowy wynik | Nr | Data                 | Turniej   | Nawierzchnia  | Partner        | Przeciwnicy               | Wynik finału       |
| ------------- | -- | -------------------- | --------- | ------------- | -------------- | ------------------------- | ------------------ |
| Finalista     | 1. | 15 października 2006 | Sztokholm | Twarda (hala) | Olivier Rochus | Paul Hanley Kevin Ullyett | 6:7(2), 4:6        |
| Finalista     | 2. | 25 lipca 2010        | Atlanta   | Twarda        | Rohan Bopanna  | Scott Lipsky Rajeev Ram   | 3:6, 7:6(4), 10–12 |